# 미야지마촌 (교토부)
미야지마촌(宮島村)은 일본 교토부 기타쿠와다군에 설치되었던 촌이다. 현재의 난탄시의 일부에 해당한다.